# Alexander James Quinn
Alexander James Quinn (* 29. April 1932 in Cleveland; † 18. Oktober 2013 in Westlake, Ohio) war Weihbischof in Cleveland.

## Leben
Alexander James Quinn empfing am 24. Mai 1958 in Cleveland die Priesterweihe. 1958/59 war er zunächst Vikar in Cathedral of Saint John the Evangelist. Nach einem kirchenrechtlichen Doktoratsstudium am Päpstlichen Nordamerika-Kolleg in Rom war er im Ordinariat in Cleveland tätig. Von 1968 bis 1972 war er Kanzler. 1973 wurde er Finanzchef des Bistums. Zudem war er Pfarrer von Saint Francis Xavier Parish in Medina.
Papst Johannes Paul II. ernannte ihn am 14. Oktober 1983 zum Titularbischof von Socia und Weihbischof in Cleveland. Die Bischofsweihe spendete ihm der Bischof von Cleveland, Anthony Michael Pilla, am 5. Dezember desselben Jahres; Mitkonsekratoren waren Daniel Edward Pilarczyk, Erzbischof von Cincinnati, und Gilbert Ignatius Sheldon, Weihbischof in Cleveland. Zudem war er Bischofsvikar für den Westen der Diözese.
Von 1983 bis 2008 war Quinn, der in Recht (J.D.) und Kanonischem Recht (J.C.D.) promoviert wurde, Richter am Diözesangericht in Cleveland.
Am 14. Juni 2008 nahm Papst Benedikt XVI. seinen altersbedingten Rücktritt an.

## Schriften
- Censorship of obscenity. A comparison of canon law and American constitutional law. Officium Libri Catholici, Rom 1963